# Aaran Lines
Aaran Lines (ur. 21 grudnia 1976 w Lower Hutt) – nowozelandzki piłkarz, grający na pozycji pomocnika.

## Sukcesy
- Puchar Narodów Oceanii 1998
- Puchar Narodów Oceanii 2002